# Brithenig
Brithenig (бріфеніг, брітеніг, брітенік) — штучна мова; її створив новозеландець Ендрю Сміт 1996 року. Цей лінгвопроект являє собою альтернативно-історичну реконструкцію того, як розвивалася б валлійська мова, якби на неї впливала народна латина. Brithenig згадувано в альтернативній історії Ill Bethisad.

## Приклад тексту
Отче наш:
Nustr Padr, ke sia i llo gel:
sia senghid tew nôn:
gwein tew rheon:
sia ffaeth tew wolont,
syrs lla der sig i llo gel.
Dun nustr pan diwrnal a nu h-eidd;
e pharddun llo nustr phechad a nu,
si nu pharddunan llo nustr phechadur.
E ngheidd rhen di nu in ill temp di drial,
mai llifr nu di’ll mal.
Per ill rheon, ill cofaeth e lla leir es ill tew,
per segl e segl. Amen.